# Разночиновский сельсовет
Разночи́новский сельсове́т — сельское поселение в Наримановском районе Астраханской области Российской Федерации.
Административный центр — село Разночиновка.

## История
6 августа 2004 года в соответствии с Законом Астраханской области № 43/2004-ОЗ установлены границы муниципального образования, сельсовет наделен статусом сельского поселения.

## Население
| 2010  | 2012  | 2013  | 2014  | 2015  | 2016  | 2017  |
| ----- | ----- | ----- | ----- | ----- | ----- | ----- |
| 1857  | ↗1971 | ↘1874 | ↘1828 | ↗1899 | ↘1806 | ↗1816 |
| 2018  | 2019  | 2020  | 2021  |       |       |       |
| ↘1791 | ↘1781 | ↘1728 | ↗1909 |       |       |       |

## Состав сельского поселения
| № | Населённый пункт | Тип населённого пункта       | Население |
| - | ---------------- | ---------------------------- | --------- |
| 1 | Нижнелебяжье     | село                         | ↗234      |
| 2 | Разночиновка     | село, административный центр | ↘1594     |